# Patrick Renz
Patrick S. Renz-Mehr (* 1965) ist ein Schweizer Manager und Ökonom. Seit 2017 ist er Nationaldirektor von migratio, der Dienststelle der Schweizer Bischofskonferenz für die Seelsorge der Migranten und Menschen unterwegs.

## Leben
Patrick Renz studierte Wirtschaftsinformatik und Betriebswirtschaft an der Universität Zürich und wurde 2006 an der HSG in St. Gallen mit der Dissertation Project Governance – Implementing Corporate Governance and Business Ethics in Nonprofit Organizations zum Dr. oec. promoviert. Er war über zehn Jahre bei dem Konsumgüterkonzern Procter & Gamble weltweit tätig und später Geschäftsführer in internationalen Informatik- und Beratungsunternehmen. Seit 2004 engagierte er sich in der Entwicklungszusammenarbeit sowie für Nonprofitunternehmen und wurde 2011 Mitglied des Stiftungsrates des katholischen Hilfswerks Fastenopfer und von 2014 bis 2016 Direktor von Fastenopfer. Er war seit 2006 Professor für Management, Governance, Organisationsethik und Projektmanagement an der Hochschule Luzern sowie Gastdozent an der Universität St. Gallen, Universität Basel und der kolumbianischen Universidad EAFIT. Er ist Mitglied verschiedener Beiräte und Aufsichtsgremien sowie Gründer der Stiftung Aid Governance.
2017 wurde er von der Schweizer Bischofskonferenz (SBK) zum Nationaldirektor migratio berufen.
Renz spricht sechs Sprachen und lebt mit seiner Familie in Hitzkirch und ist Vater zweier Kinder.

## Schriften
- Project Governance – Implementing Corporate Governance and Business Ethics in Nonprofit Organizations, 2006
- Project Governance: What Nonprofit Organizations Can Learn from Corporate Governance and Business Ethics, 2006
- zusammen mit Nikola Böhrer: Niederlassungen führen: Mit Subsidiary Governance zum Erfolg, Springer-Verlag 2012
- zusammen mit Martin Hilb: Wirksame Führung und Aufsicht von Not-for-Profit-Organisationen, Haupt Verlag 2014
- zusammen mit Bruno Frischherz, Irena Wettstein: Integrität im Managementalltag: Ethische Dilemmas im Managementalltag erfassen und lösen, Springer 2014